# بلاسم (اسم)
بَلاسِم اسم عربي مذكر مركب يُستعمل في العراق، معناه: بِلا اسم، بدون اسم، قال إبراهيم السامرائي في كتابه (الأعلام العربية) "وليس هذا العلم جمعاً ( لبلسم ) كما يتخيـل الحضريون البعيدون عن البيئة القروية فهو يعني ( من دون إسم ) أن صاحب العَلَم لم يجدوا له إسماً فعـرف بأنه ( بلاسم ) بالاستعمال على طريقة التركيب".

## شخصيات تحمل الاسم
بلاسم محمد
بلاسم الياسين